# Convolvulus lopezsocasi
Convolvulus lopezsocasi Svent. es una especie botánica de la familia de las convolvuláceas. 

## Distribución
Probablemente se trata de un endemismo de la isla de Lanzarote, aunque Hansen y Sunding (1993) también la citan para Gran Canaria. Esta especie se incluye en el Catálogo de Especies Amenazadas de Canarias, como sensible a la alteración de su hábitat, en las islas de Lanzarote y Gran Canaria.

## Descripción
Convolvulus lopezsocasi pertenece al grupo de especies endémicas que tienen un porte trepador. Se diferencia de otras especies similares por sus inflorescencias, que poseen de 3-6 flores, las cuales tienen corola rosada. Las hojas, elíptico-lanceoladas, tienen de 4,5-6 cm de largo y son escasamente glandulares.

## Taxonomía
Convolvulus lanuginosus fue descrito por Eric Ragnor Sventenius.
Etimología
Convolvulus: nombre genérico que procede del latín convolvere, que significa «enredar».
lopezsocasi: epíteto dedicado a D.Mariano López Socas, amigo lanzaroteño de Sventenius, botánico que llevó a cabo la descripción original de la especie.

## Nombre común
- Castellano: Se conoce como «corregüelón de Famara».[2]